# Диртутьстронций
Диртутьстронций — бинарное неорганическое соединение
стронция и ртути
с формулой SrHg2,
кристаллы.

## Получение
- Сплавление стехиометрических количеств чистых веществ в инертной атмосфере:

{\displaystyle {\mathsf {Sr+2\;Hg\ {\xrightarrow {772^{o}C}}\ SrHg_{2}}}}

## Физические свойства
Диртутьстронций образует кристаллы
ромбической сингонии,
пространственная группа I mma,
параметры ячейки a = 0,4985 нм, b = 0,7754 нм, c = 0,8550 нм, Z = 4,
структура типа димедьцерия CeCu2
.
Соединение конгруэнтно плавится при температуре 772°C .